# جراهام كامينز
جراهام كامينز (بالإنجليزية: Graham Cummins)‏ (29 ديسمبر 1987 بكورك في جمهورية أيرلندا - ) هو لاعب كرة قدم أيرلندي في مركز الهجوم. شارك مع منتخب جمهورية أيرلندا تحت 23 سنة لكرة القدم ‏. أما مع النوادي، فقد لعب مع بريستون نورث إيند وسانت جونستون ونادي كورك سيتي وووترفورد يونايتد وكوبه رامبلرز ‏ ونادي إكزتر سيتي ونادي روتشديل.

## وصلات خارجية
- جراهام كامينز على موقع قاعدة بيانات كرة القدم.إي يو (الإنجليزية)
- جراهام كامينز على موقع Soccerbase.com (لاعب) (الإنجليزية)
- جراهام كامينز على موقع Soccerway.com (الإنجليزية)
- جراهام كامينز على موقع عالم كرة القدم.نت (الإنجليزية)